# Максимов Михайло Дмитрович
Михайло Дмитрович Максимов (1905, селище Борисовського склозаводу Вишневолоцького повіту Тверської губернії, тепер Тверської області, Російської Федерації — ?) — український радянський партійний діяч, 2-й секретар Харківського обкому КП(б)У.

## Біографія
Член ВКП(б) з 1927 року.
У 1936 році закінчив Харківський хіміко-технологічний інститут.
Перебував на відповідальній партійній роботі.
У 1938—1939 роках — 1-й секретар Кагановичського районного комітету КП(б)У міста Харкова.
13 січня 1939—1942 року — секретар Харківського обласного комітету КП(б)У з пропаганди і агітації.
У 1942—1943 роках — секретар Калінінського обласного комітету ВКП(б).
У 1943—1944 роках — секретар Харківського обласного комітету КП(б)У з пропаганди і агітації. Із січня по червень (офіційно по 27 грудня) 1944 року — 3-й секретар Харківського обласного комітету КП(б)У.
У червні (офіційно 27 грудня) 1944 — 1947 року — 2-й секретар Харківського обласного комітету КП(б)У.

## Нагороди
- орден Трудового Червоного Прапора (28.08.1944)
- медалі